# Padillothorax
Padillothorax Simon, 1901 è un genere di ragni appartenente alla famiglia Salticidae.

## Distribuzione
Le 7 specie sono state reperite in Asia sudorientale e orientale.

## Tassonomia
Per la descrizione delle caratteristiche di questo genere sono stati esaminati gli esemplari tipo di P. semiostrinus Simon, 1901.
Considerato un sinonimo posteriore di Stagetillus Simon, 1885 a seguito di un lavoro di Prószyński del 1987 (con trasferimento della specie tipo P. semiostrinus Simon, 1901); un successivo lavoro di Prószyński (2017b) ha ripristinato Padillothorax in quanto genere, senza includervi P. semiostrinus, ritenuta invalida; un più recente lavoro di Prószyński (2018b) ha rivalidato Padillothorax includendovi la specie tipo. Infine è ritenuto sinonimo posteriore di Bavirecta Kanesharatnam & Benjamin, 2018 dall'aracnologo Maddison in un recente studio (Maddison et al., 2020b).
Non sono stati esaminati esemplari di questo genere dal 2020.
Attualmente, a gennaio 2022, si compone di 7 specie:
- Padillothorax badut Maddison, 2020 — Malesia (Borneo)
- Padillothorax casteti (Simon, 1900) — India
- Padillothorax exilis Cao & Li, 2016 — Cina
- Padillothorax flavopunctus (Kanesharatnam & Benjamin, 2018) — Sri Lanka
- Padillothorax mulu Maddison, 2020 — Malesia (Borneo)
- Padillothorax semiostrinus Simon, 1901[2] — Malesia (Borneo), Singapore, Taiwan
- Padillothorax taprobanicus Simon, 1902 — Sri Lanka